# Obzova
Der Obzova (568 m oder 569 m) ist der höchste Berg der Insel Krk in Kroatien.

## Lage
Der flach ausgeprägte Gipfel liegt inmitten eines verkarsteten Hochplateaus im Südosten der Insel und ist durch einen Steinhaufen markiert.
Anstiege sind aus verschiedenen Richtungen über das Karstplateau möglich.
Der Obzova reiht sich ein in eine Kette weiterer ebenso schwach ausgeprägter Erhebungen im gleichen Bergrücken, z. B. dem Veli Vrh, dem Vrska Glava.

## Einzelnachweise

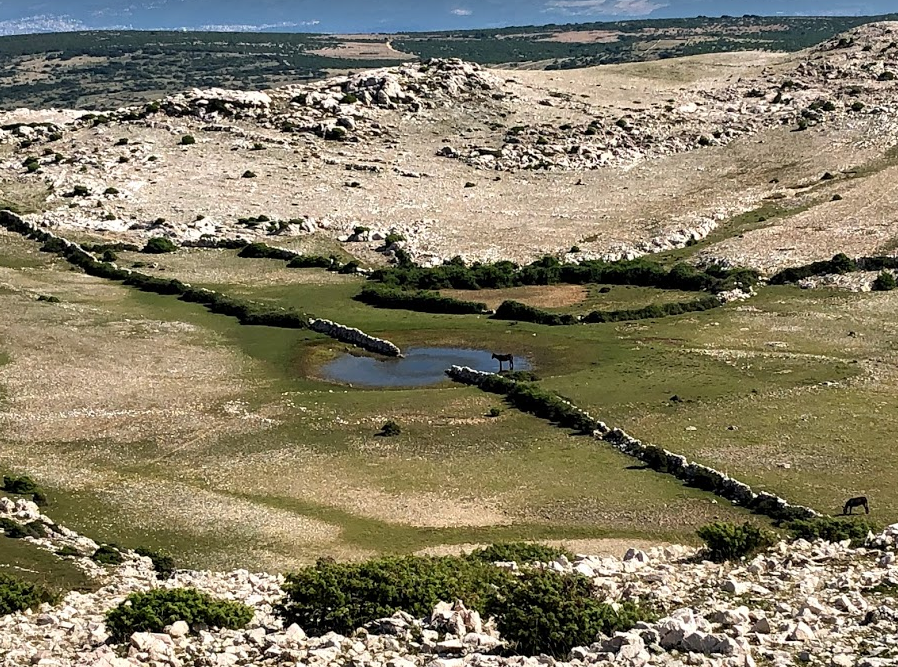
Doline 'Vela lokva' in der Nähe des Obzova